# Chick Webb
Chick Webb, rodným jménem William Henry Webb, (10. února 1905 Baltimore – 16. června 1939 Baltimore) byl americký bubeník a kapelník. Profesionálně poprvé vystupoval ve svých jedenácti letech. V sedmnácti odešel do New Yorku a počínaje rokem 1926 vedl vlastní kapelu. V listopadu 1938 se začal zhoršovat jeho zdravotní stav, přesto pokračoval v koncertování. V roce 1939 absolvoval operaci a později toho roku podlehl spinální tuberkulóze.